# Сулавеска горска костенурка
Сулавеските горски костенурки (Leucocephalon yuwonoi) са вид влечуги от семейство Азиатски речни костенурки (Geoemydidae), единствен представител на род Leucocephalon.
Разпространени са в сладководни водоеми на остров Сулавеси. Видът е критично застрашен от изчезване.